# Diocesi di Nizza

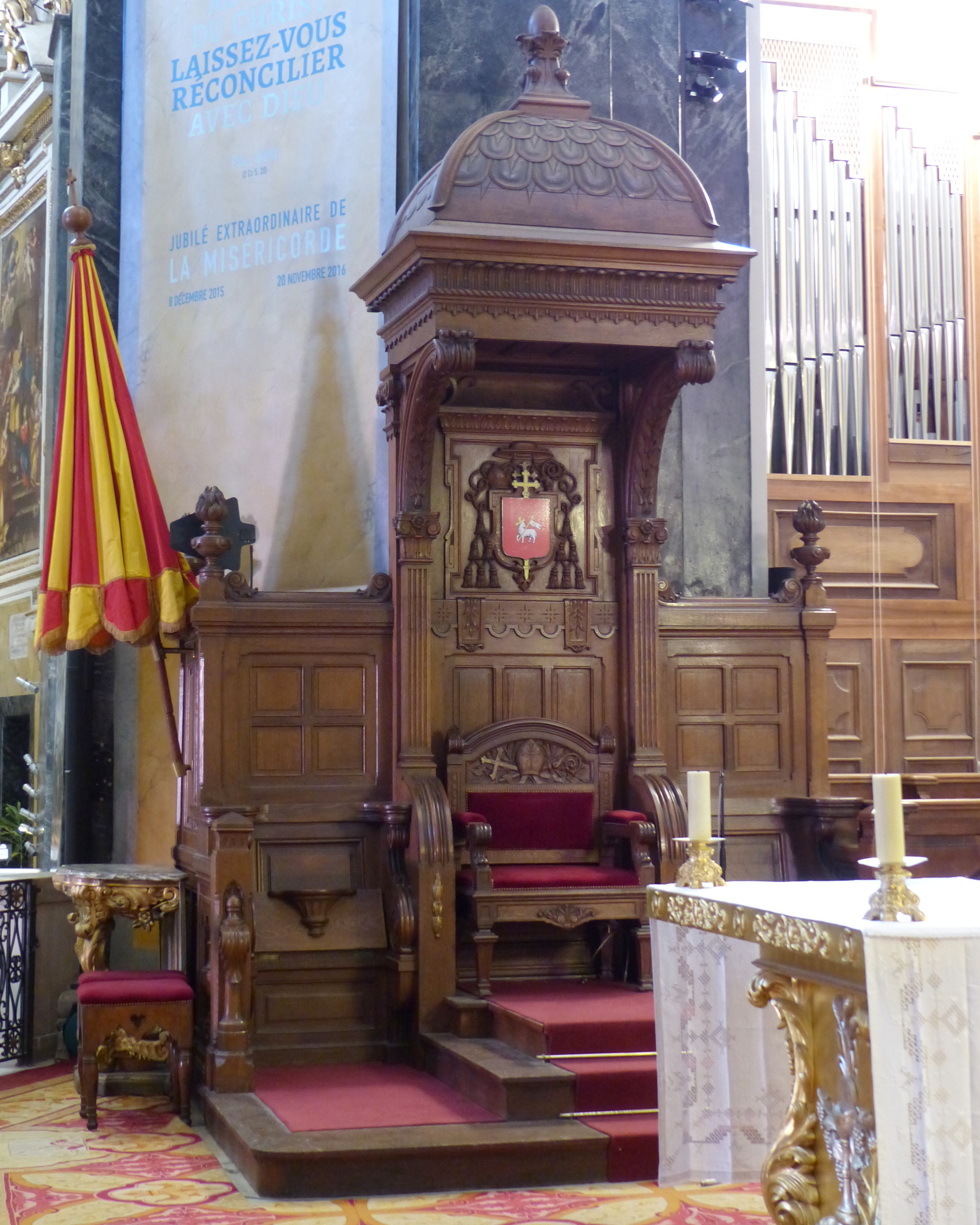
La cattedra episcopale, all'interno della cattedrale di Santa Reparata a Nizza.

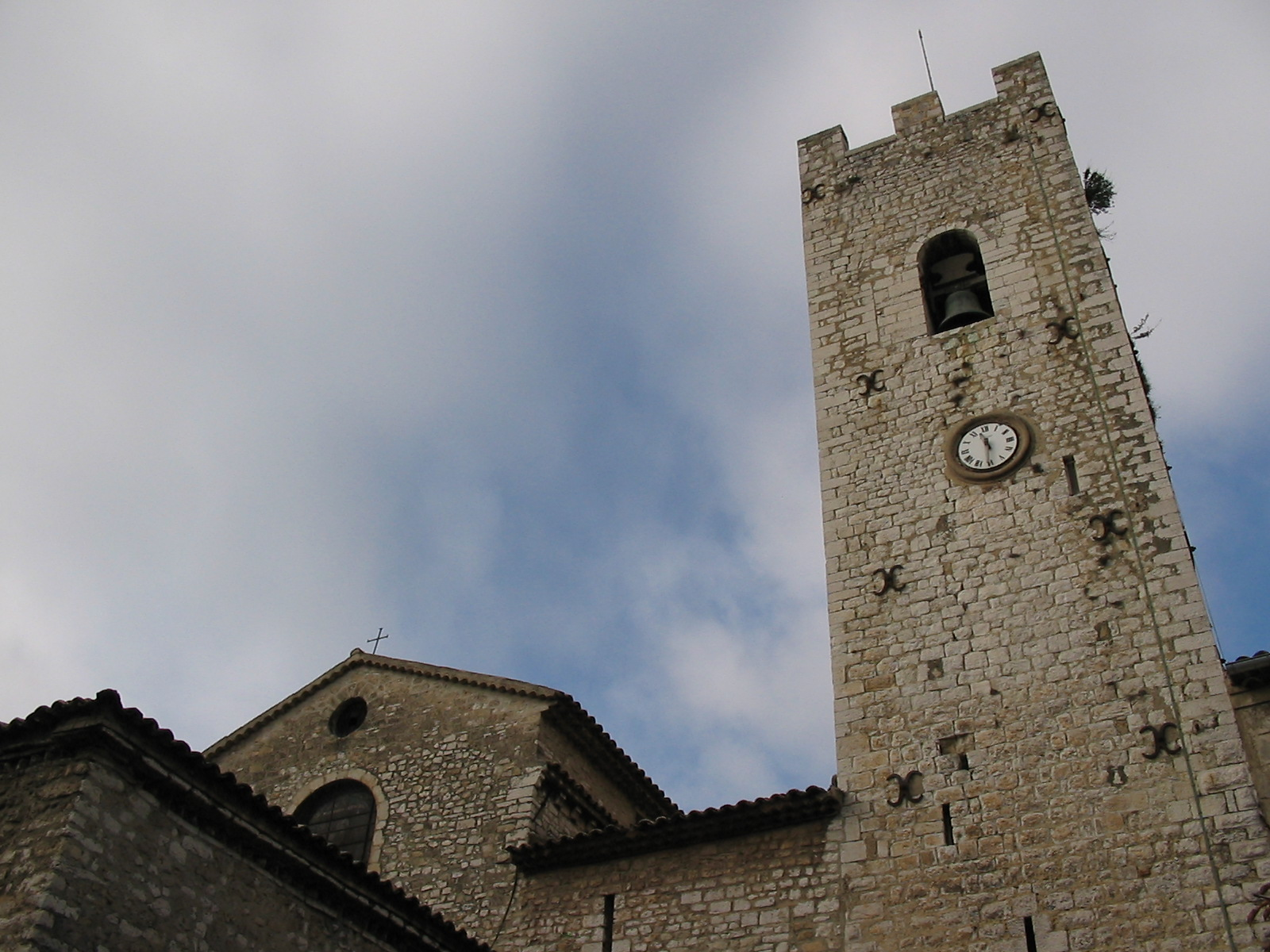
L'ex cattedrale di Vence.

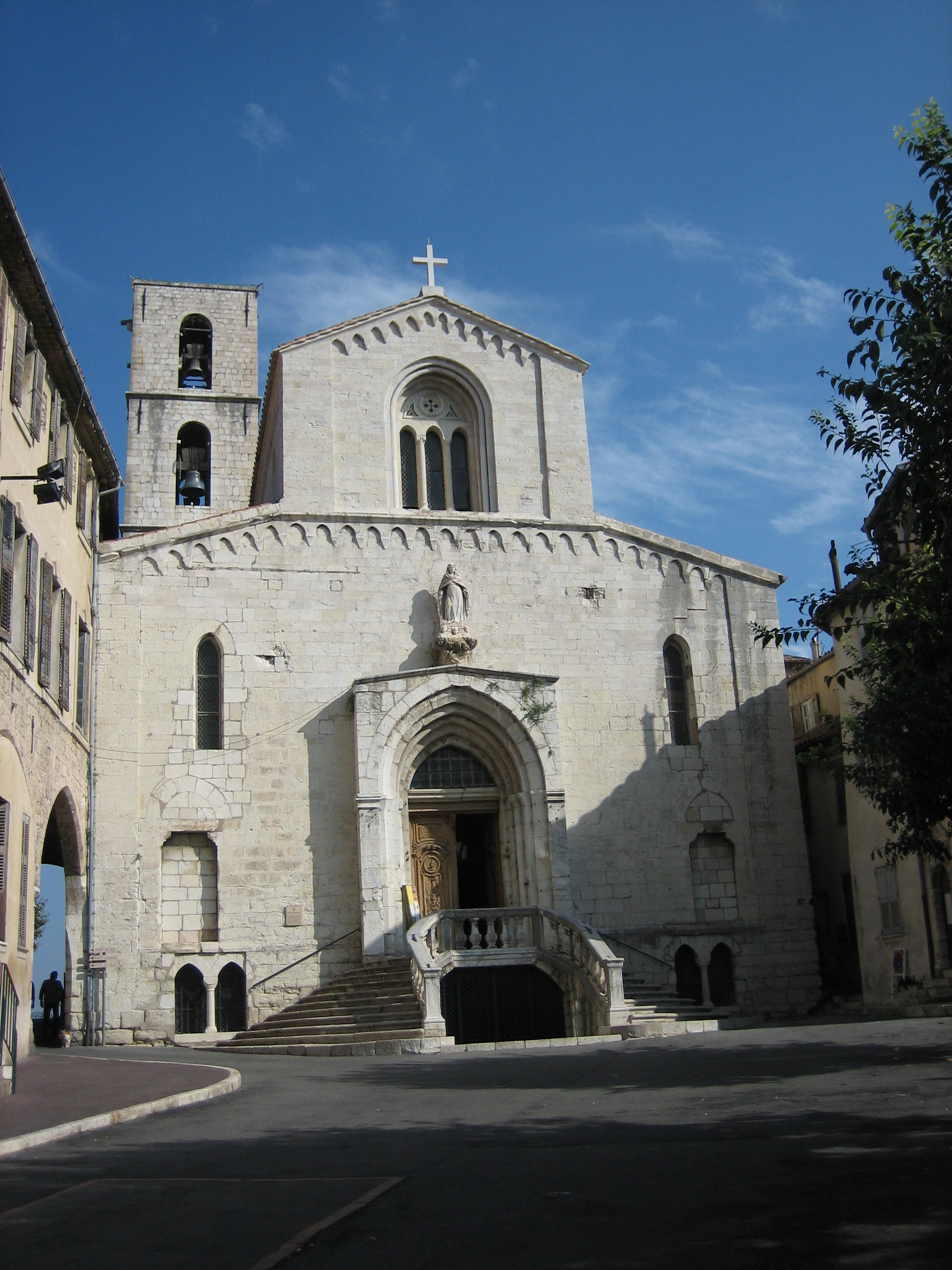
L'ex cattedrale di Grasse.

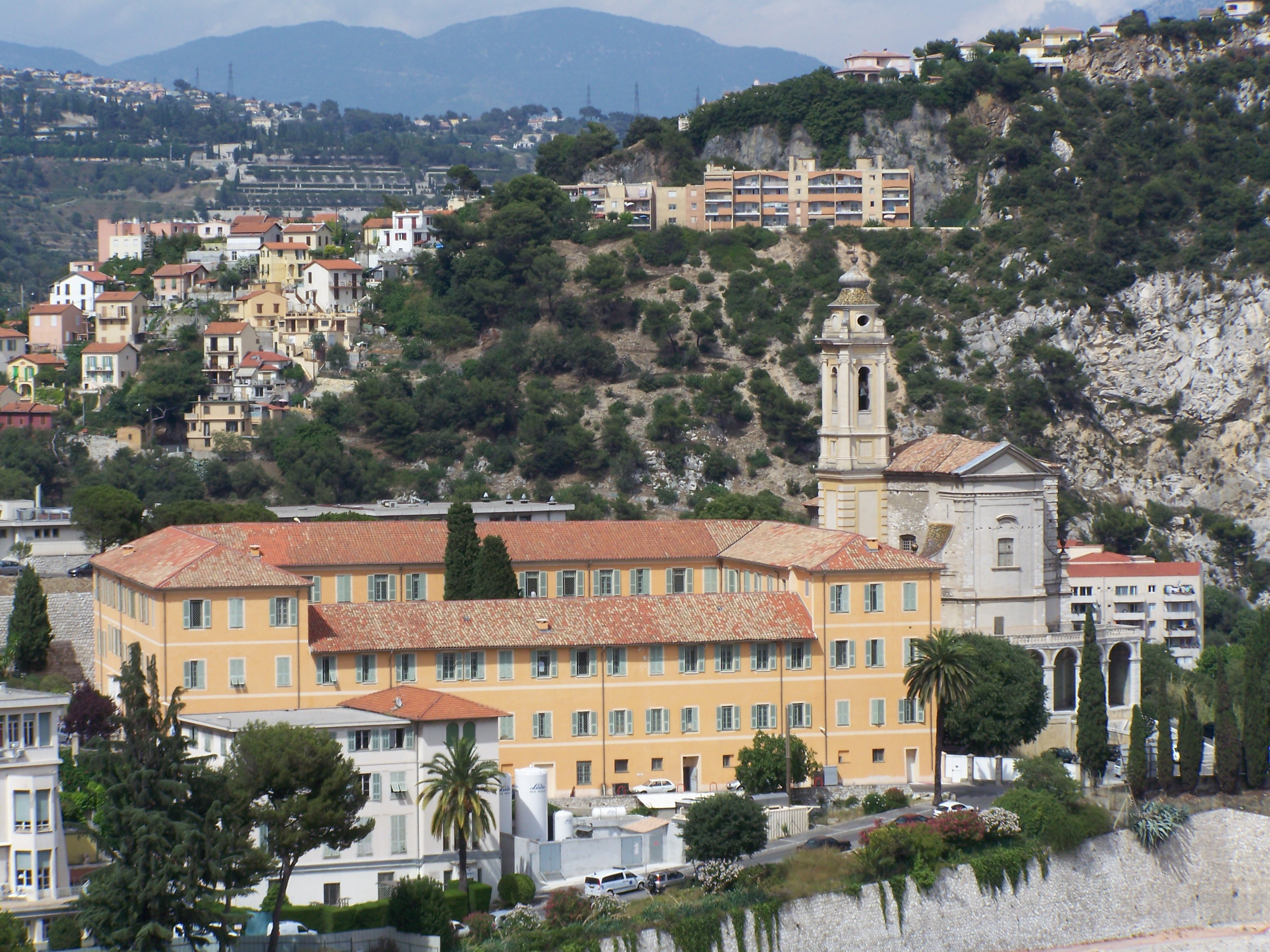
L'antica abbazia di San Ponzio di Nizza, oggi sede di un ospedale.

La diocesi di Nizza (in latino Dioecesis Nicensis) è una sede della Chiesa cattolica in Francia suffraganea dell'arcidiocesi di Marsiglia. Nel 2021 contava 642.890 battezzati su 1.098.550 abitanti. È retta dal vescovo Jean-Philippe Nault.

## Territorio
La diocesi, che si estende su 4.299 km², comprende il dipartimento francese delle Alpi Marittime, ad eccezione dell'isola di Sant'Onorato, che appartiene invece alla diocesi di Fréjus-Tolone.
La diocesi confina con le diocesi francesi di Fréjus-Tolone e di Digne a nord-ovest, con le diocesi italiane di Cuneo-Fossano, Ventimiglia-San Remo e per un brevissimo tratto con quella di Mondovì a est, e con l'arcidiocesi di Monaco che corrisponde al Principato di Monaco a sud.
Sede vescovile è la città di Nizza, dove si trova la cattedrale di Santa Maria Assunta e Santa Reparata. Nella diocesi si trovano anche le ex cattedrali di Vence e di Grasse. La diocesi ospita anche 2 basiliche minori: Nostra Signora Assunta a Nizza e San Michele Arcangelo a Mentone.
Fino ai primi anni del terzo millennio la diocesi annoverava 128 parrocchie. Dopo la riorganizzazione del territorio diocesano, il numero delle parrocchie è stato ridotto a 45, suddivise in 10 decanati: Nizza-Varo, Nizza litorale, Nizza alta (Hauts de Nice), Pays de Grasse, bacino di Antibes (Bassin Antibois), Baous, valle del Paillon, vallate dell'Alto Nizzardo (Vallées du Haut-Pays Niçois), Mentone, Pays de Lérins.

## Storia
Incerte sono le origini del cristianesimo e della diocesi a Nizza. La tradizione agiografica, accreditata dagli storici locali, attribuisce la fondazione della comunità cristiana a san Basso, che sarebbe stato il primo vescovo nizzardo e che avrebbe subito il martirio all'epoca dell'imperatore Decio (metà del III secolo). A lui sarebbe succeduto un altro martire, Ponzio di Cimiez, morto nel 261. Entrambi questi santi sono esclusi dalla cronotassi di Gallia christiana.
Dal punto di vista storico, una comunità cristiana di Nizza è attestata per la prima volta al primo concilio di Arles del 314, dove venne rappresentata dal diacono Innocenzo e dall'esorcista Agapista. Tuttavia non è dato sapere se questi due personaggi rappresentassero il loro vescovo, assente al concilio, oppure fossero solamente i responsabili della comunità nizzarda, che dal punto di vista ecclesiastico dipendeva ancora all'inizio del IV secolo da Marsiglia; negli atti di quel concilio infatti Innocenzo e Agapista firmano come delegati ex portu Nicaensi e non ex civitate Nicaensi. Secondo Duchesne, questa espressione è indizio che Nizza, non avendo lo status di civitas, non poteva essere sede di un episcopus.
Primo vescovo accertato di Nizza è Amanzio, che prese parte, assieme a Procolo di Marsiglia, al concilio di Aquileia del 381.
A pochi chilometri da Nizza sorgeva la città di Cimiez, l'antica Cemenelum, primitiva capitale della provincia romana delle Alpi Marittime, sede di un vescovo. Attorno al 451 papa Leone Magno decretò l'unione delle sedi di Cimiez e di Nizza a vantaggio della prima sede; tuttavia nel 462 papa Ilario separò nuovamente le due sedi, ma la separazione durò poco, perché, su istanza di Ingenuo di Embrun, le due diocesi furono nuovamente unite (circa 465/466), questa volta a vantaggio di Nizza. Questa decisione fu motivata dalla decadenza di Cimiez, per l'elevazione di Embrun al doppio rango di capitale e di sede metropolitana della provincia, e per l'accresciuta importanza di Nizza, entrata nell'orbita dell'arcidiocesi di Embrun come sua suffraganea. Tuttavia, ancora nel VI secolo, al concilio di Orléans del 549, partecipò il vescovo Magno, che si firma come episcopus Cemelensis et Nicaensis, mentre nel successivo concilio di Arles del 554, lo stesso si presenta solo come episcopus Cemelensis. È l'ultima menzione di un vescovo di Cimiez, la cui sede scomparve, annessa definitivamente da Nizza. Tuttavia, fino all'XI secolo i vescovi di Nizza porteranno anche il titolo di Cimiez.
Poco si conosce della diocesi nizzarda nei secoli che vanno dal VI al X inoltrato, per le incursioni dei popoli germanici e per le devastazioni successive operate dai Saraceni che ebbero nel X secolo una loro roccaforte nei pressi di Saint-Tropez, il Frassineto. Unico periodo di relativa calma per la regione fu l'epoca carolingia, durante la quale a Cimiez nell'VIII secolo fu dapprima fondato l'importante monastero benedettino di Nostra-Signora dell'Assunzione, nel periodo in cui si intrecciano legami con l'abbazia di San Dalmazzo di Pedona, che deteneva numerosi possessi nelle valli del nizzardo. In seguito verso il IX secolo a Nizza viene fondata la celebre abbazia dedicata a San Ponzio (abbaye de Saint-Pons) da parte del vescovo Siagrio e dai monaci dell'abbazia di Lerino.
Verso la metà dell'XI secolo fu consacrata la cattedrale medievale, in sostituzione della primitiva cattedrale del V secolo. Una seconda cattedrale fu scelta nel 1590, ma ben presto venne abbandonata e nella seconda metà del XVII secolo venne costruita l'attuale.
Si deve al vescovo Enrico Provana, sul finire del XVII secolo, la costruzione del seminario diocesano.
Il 29 novembre 1801, in seguito al concordato fra Santa Sede e Napoleone Bonaparte, Nizza divenne suffraganea dell'arcidiocesi di Aix e contestualmente incorporò alcune porzioni delle soppresse diocesi di Senez e di Glandèves.
Durante il Primo Impero, per un breve periodo, la diocesi di Nizza si ampliò incorporando porzioni delle diocesi di Ventimiglia e di Albenga.
Nel 1817 Nizza divenne suffraganea dell'arcidiocesi di Genova, in forza della bolla Beati Petri di papa Pio VII.
Nel 1860, in seguito all'annessione della contea di Nizza alla Francia, i confini diocesani furono parzialmente rivisti. L'anno seguente Nizza divenne nuovamente suffraganea dell'arcidiocesi di Aix.
Il 30 aprile 1868 la diocesi di Nizza cedette il territorio del principato di Monaco a vantaggio dell'erezione dell'abbazia territoriale dei Santi Nicola e Benedetto (oggi arcidiocesi di Monaco).
Nel 1886, con due distinti decreti della Congregazione concistoriale, il territorio della diocesi fu esteso a tutto il dipartimento delle Alpi Marittime, con l'annessione dei territori ad ovest del fiume Varo e di quelli verso il confine con l'Italia: la diocesi si ingrandì perciò con l'arrondissement di Grasse, sottratto alla diocesi di Fréjus, e con alcune parrocchie di Mentone, sottratte alla diocesi di Ventimiglia.
Nel 1947 le variazioni del confine di stato tra Italia e Francia, con la cessione a quest'ultima della valle superiore del Roja, hanno comportato il passaggio alla diocesi di Nizza delle parrocchie di Tenda, Briga Marittima, Piena e Libri, precedentemente nella diocesi di Ventimiglia, e della parrocchia di Molières, che prima apparteneva alla diocesi di Cuneo.
Il 1º settembre 2001, in base a una convenzione con l'arcidiocesi di Monaco, la parrocchia di Santo Spirito di Beausoleil, comprendente i comuni di Beausoleil, Cap-d'Ail, La Turbie e Peille, limitrofi al principato di Monaco, è stata affidata alla cura pastorale dell'arcidiocesi monegasca, pur restando sotto la giurisdizione della diocesi di Nizza.
L'8 dicembre 2002, con la riorganizzazione delle circoscrizioni diocesane francesi, Nizza è entrata a far parte della provincia ecclesiastica di Marsiglia.

## Cronotassi dei vescovi
Si omettono i periodi di sede vacante non superiori ai 2 anni o non storicamente accertati.

### Vescovi di Cimiez
- San Valeriano † (prima del 439 - dopo il 455 circa)[13]
- Magno † (prima del 549 - dopo il 554)

### Vescovi di Nizza
- San Basso ? † (circa 230 - 244 deceduto)[14]
- Amanzio † (menzionato nel 381)
- Valerio † (menzionato nel 451)[15]
- Anonimo † (circa 465 consacrato - ?)[16]
- Austadio † (menzionato nel 581 circa)
- Catulino † (menzionato nel 585)
- Abramo † (menzionato nel 614)[17]
- San Siagrio ? † (777 - 787 deceduto)
- Giovanni ? † (menzionato nel 788 circa)[18]
- Frodonio † (menzionato nel 999)
- Bernard † (menzionato nel 1004)
- Pons I † (prima del 1010 - 1027)
- Goeffroi † (menzionato nel 1027)
- Pons II † (menzionato nel 1030)[19]
- André I † (menzionato nel 1032)
- Nitard I † (prima del 1037 - dopo il 1041)
- André II † (prima del 1050 - dopo il 1055)
- Raimond I † (prima del 1064 - dopo il 1073)
- Berno † (menzionato nel 1075)
- Archimbaud † (menzionato nel 1078)
- Isnard † (menzionato nel 1108)[20]
- Pierre I † (prima del 1115 - circa 1151 deceduto)
- Arnaud † (1151 - dopo il 1164)
- Raimond Laugier † (circa 1166 - ?)
- Pierre II † (menzionato nel 1184)
- Jean I † (prima del 1197 - dopo il 15 luglio 1209 deceduto)
- Henri I † (menzionato ad aprile 1210)
- Sanche † (menzionato nel 1212)
- Henri II † (prima del 1215 - 28 novembre 1235 dimesso)
- Mainfroi † (prima del 1238 - dopo il 1251)
- Pierre III Bonus † (prima del 1255 - 1262 deceduto)
- Jean II † (menzionato nel 1270)
- Hugues † (menzionato nel 1291)
- Bernard Chabaud de Tourettes, O.E.S.A. † (? - 6 aprile 1300 deceduto)
- Nitard II † (circa 1301 - dopo il 1311)
- Raimond III, O.E.S.A. † (menzionato nel 1316)
- Guillaume I, O.F.M. † (24 aprile 1317 - ? deceduto)
- Rostang, O.P. † (5 aprile 1323 - dopo il 1326 deceduto)
- Jean Artaud, O.P. † (9 maggio 1329 - 10 gennaio 1334 nominato vescovo di Marsiglia)
- Raimond IV, O.F.M. † (10 gennaio 1334 - 1335 deceduto)
- Guillaume II † (29 marzo 1335 - 6 settembre 1348 deceduto)
- Pierre Sardina † (22 ottobre 1348 - 8 marzo 1360 deceduto)
- Laurent Le Peintre (Pictoris) † (15 maggio 1360 - 12 aprile 1365 deceduto)
- Roquesalve de Soliers, O.P. † (21 agosto 1371 - 1380 ?)
  - Nicolas † (26 marzo 1380 - ? dimesso) (amministratore apostolico)
- Jean de Tournefort † (21 febbraio 1382 - circa 1401 deceduto)
  - Damiano Zavaglia, O.P. † (1385 - 26 giugno 1388 nominato vescovo di Mondovì) (antivescovo)
- Francisco Alfonso † (17 ottobre 1403 - 13 novembre 1408 nominato vescovo di Orense)
- Jean Burle † (4 marzo 1409 - 23 settembre 1418 nominato vescovo di Saint-Papoul)
- Antoine Clément, O.F.M. † (23 settembre 1418 - 1º aprile 1422 nominato vescovo di Belley)
- Aimon de Chissé I † (20 aprile 1422 - 24 ottobre 1427 nominato vescovo di Grenoble)
- Aimon de Chissé II † (24 ottobre 1427 - 1428 dimesso o deceduto)
- Louis Badat, O.S.B. † (10 marzo 1428 - 1445)
- Aimone Provana di Leyni, O.S.B. † (1446 - 1460 deceduto)
- Henri de Albertis † (19 ottobre 1461 - 1461 deceduto)
- Barthélémi Chuet † (29 aprile 1462 - 1501 dimesso)
- Jean de Loriol † (25 marzo 1501 - 1506 deceduto)
- Agostino Ferrero, O.Cist. † (29 novembre 1506 - 16 settembre 1511 nominato vescovo di Vercelli)
- Gerolamo de Capitani d'Arsago † (17 settembre 1511 - 1542 deceduto)
  - Girolamo Recanati Capodiferro † (6 febbraio 1542 - 1544 dimesso) (vescovo eletto)
- Giovanni Battista Provana di Leyni † (9 maggio 1544 - 21 settembre 1548 deceduto)
- François de Lambert † (5 febbraio 1549 - 10 novembre 1582 deceduto)
- Luigi Pallavicino † (7 novembre 1583 - 5 novembre 1598 deceduto)
- Francesco Martinengo, O.F.M.Obs. † (23 ottobre 1600 - 22 agosto 1620 deceduto)
- Pietro Maletti, C.R.L. † (10 gennaio 1622 - 4 novembre 1631 deceduto)
  - Sede vacante (1631-1634)
- Giacobino Marenco † (17 dicembre 1634 - 2 gennaio 1644 deceduto)
- Desiderio Palletta, C.R.L. † (28 novembre 1644 - 15 settembre 1655 deceduto)[21]
  - Sede vacante (1655-1659)
- Giacinto Solaro di Moretta † (9 giugno 1659 - 23 aprile 1663 nominato vescovo di Mondovì)
  - Sede vacante (1663-1665)
- Diego della Chiesa † (6 luglio 1665 - 30 dicembre 1669 deceduto)
- Enrico Provana di Leyni, O.C.D. † (23 febbraio 1671 - 30 novembre 1706 deceduto)
  - Sede vacante (1706-1727)
- Raimondo Recrosio, B. † (30 luglio 1727 - 21 maggio 1732 deceduto)
  - Sede vacante (1732-1741)
- Carlo Francesco Cantoni † (17 aprile 1741 - 23 agosto 1763 deceduto)
- Jacques Astesan, O.P. † (9 luglio 1764 - 1º giugno 1778 nominato arcivescovo di Oristano)
- Carlo Valperga di Maglione † (20 marzo 1780 - prima del 29 novembre 1801 dimesso)
- Jean-Baptiste Colonna d'Istria † (24 maggio 1802 - 29 settembre 1833 dimesso)
- Domenico Galvano † (30 settembre 1833 - 17 agosto 1855 deceduto)
  - Sede vacante (1855-1857)
- Jean-Pierre Sola † (21 dicembre 1857 - 4 dicembre 1877 dimesso)
- Matthieu-Victor-Félicien Balaïn, O.M.I. † (28 dicembre 1877 - 25 giugno 1896 nominato arcivescovo di Auch)
- Henri-Louis Chapon † (25 giugno 1896 - 14 dicembre 1925 deceduto)
- Louis-Marie Ricard † (31 marzo 1926 - 21 ottobre 1929 deceduto)
- Paul-Jules-Narcisse Rémond † (20 maggio 1930 - 24 aprile 1963 deceduto)
- Jean-Julien-Robert Mouisset † (24 aprile 1963 succeduto - 30 aprile 1984 ritirato)
- François de Sales Marie Adrien Saint-Macary † (30 aprile 1984 succeduto - 14 novembre 1997 nominato arcivescovo coadiutore di Rennes)
- Jean Marie Louis Bonfils, S.M.A. (28 agosto 1998 - 28 marzo 2005 ritirato)
- Louis  Sankalé (28 marzo 2005 succeduto - 8 agosto 2013 dimesso)
- André Marceau (6 marzo 2014 - 9 marzo 2022 ritirato)
- Jean-Philippe Nault, dal 9 marzo 2022

## Statistiche
La diocesi nel 2021 su una popolazione di 1.098.550 persone contava 642.890 battezzati, corrispondenti al 58,5% del totale.
| anno | popolazione | popolazione | popolazione | presbiteri | presbiteri | presbiteri | presbiteri                | diaconi | religiosi | religiosi | parrocchie |
| anno | battezzati  | totale      | %           | numero     | secolari   | regolari   | battezzati per presbitero | diaconi | uomini    | donne     | parrocchie |
| ---- | ----------- | ----------- | ----------- | ---------- | ---------- | ---------- | ------------------------- | ------- | --------- | --------- | ---------- |
| 1949 | 345.000     | 452.745     | 76,2        | 420        | 330        | 90         | 821                       |         | 102       | 1.320     | 240        |
| 1970 | 652.000     | 722.070     | 90,3        | 496        | 380        | 116        | 1.314                     |         | 116       | 1.000     | 240        |
| 1980 | 747.000     | 827.000     | 90,3        | 430        | 321        | 109        | 1.737                     | 2       | 120       | 843       | 241        |
| 1990 | 750.000     | 833.000     | 90,0        | 361        | 278        | 83         | 2.077                     | 11      | 101       | 635       | 241        |
| 1999 | 814.000     | 1.018.700   | 79,9        | 325        | 226        | 99         | 2.504                     | 15      | 126       | 419       | 102        |
| 2000 | 800.000     | 1.008.075   | 79,4        | 311        | 237        | 74         | 2.572                     | 18      | 94        | 404       | 264        |
| 2001 | 800.000     | 1.011.000   | 79,1        | 305        | 215        | 90         | 2.622                     | 24      | 108       | 423       | 128        |
| 2002 | 800.000     | 1.000.000   | 80,0        | 296        | 210        | 86         | 2.702                     | 27      | 102       | 408       | 128        |
| 2003 | 750.000     | 1.020.000   | 73,5        | 291        | 209        | 82         | 2.577                     | 29      | 99        | 372       | 128        |
| 2004 | 750.000     | 1.012.000   | 74,1        | 285        | 207        | 78         | 2.631                     | 29      | 94        | 381       | 128        |
| 2013 | 778.000     | 1.210.000   | 64,3        | 195        | 145        | 50         | 3.989                     | 38      | 62        | 225       | 47         |
| 2016 | 788.000     | 1.226.000   | 64,3        | 192        | 144        | 48         | 4.104                     | 41      | 61        | 217       | 47         |
| 2019 | 642.000     | 1.097.000   | 58,5        | 205        | 148        | 57         | 3.131                     | 35      | 62        | 159       | 45         |
| 2021 | 642.890     | 1.098.550   | 58,5        | 194        | 144        | 50         | 3.313                     | 35      | 56        | 151       | 45         |